# Cryptanthus zonatus
Espèce
Cryptanthus zonatus est une espèce de plantes de la famille des Bromeliaceae, endémique du Brésil et décrite en 1856.

## Distribution
L'espèce est endémique du Nord-Est du Brésil et se retrouve dans les États de Rio Grande do Norte et de Pernambouc .

## Description
Selon la classification de Raunkier, l'espèce est hémicryptophyte.